# 다운폴: 더 보잉 케이스
다운폴: 더 보잉 케이스(Downfall: The Case Against Boeing)는 로리 케네디 감독의 미국의 2022년 넷플릭스 오리지널 다큐멘터리 영화이다. 스토리는 2019년의 보잉 737 MAX 사고를 조명하며 여기서 항공기 2대가 충돌하여 346명이 사망한 점, 그리고 어떻게 보잉이 승객의 안전을 뒤로한 채 금전적인 이득을 얻으려고 했는지에 관해 이야기한다. 이 영화는 리뷰 평가 사이트 로튼 토마토에서 19개표에 기반하여 89%의 승인 점수를 받았으며 2022년 2월 18일 개봉하였다.